# Супериконоскоп
Супериконоско́п — телевизионная передающая трубка с накоплением заряда и переносом изображения с фотокатода на диэлектрическую мишень. В отличие от иконоскопа, основу которого составляла светочувствительная мозаика, супериконоскоп содержит сплошной фотокатод и сплошную мишень, разделённые промежутком. Накопление заряда и образование «электронного рельефа» на мишени происходит за счёт эмиссии вторичных электронов с последней при переносе электронного изображения бомбардировкой фотоэлектронами.

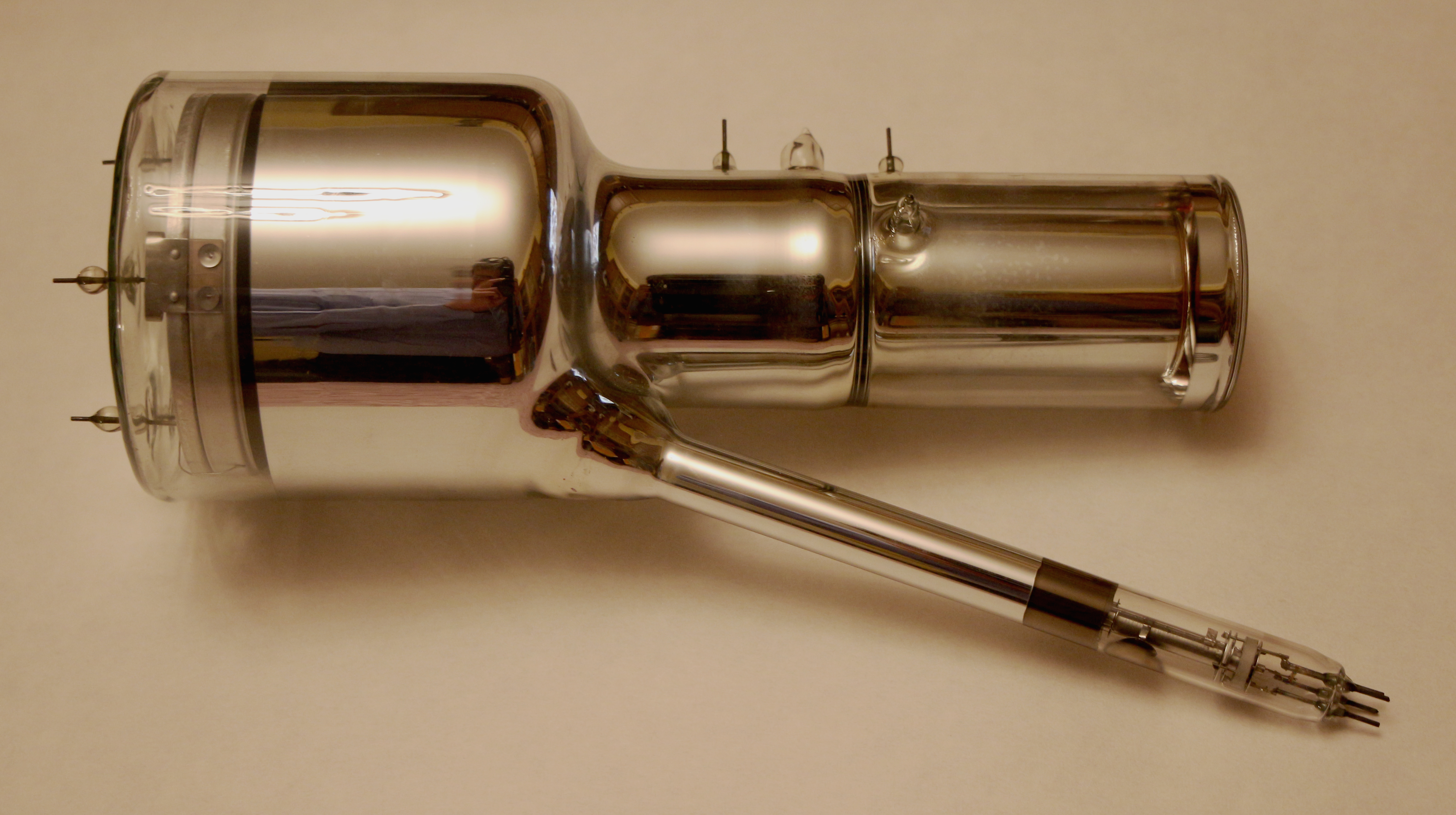
Супериконоскоп

## Применение
В этой трубке впервые в мире были реализованы совершенно новые принципы: сплошной фотокатод, сплошная диэлектрическая мишень, электронно-оптический перенос изображения с фотокатода на мишень.

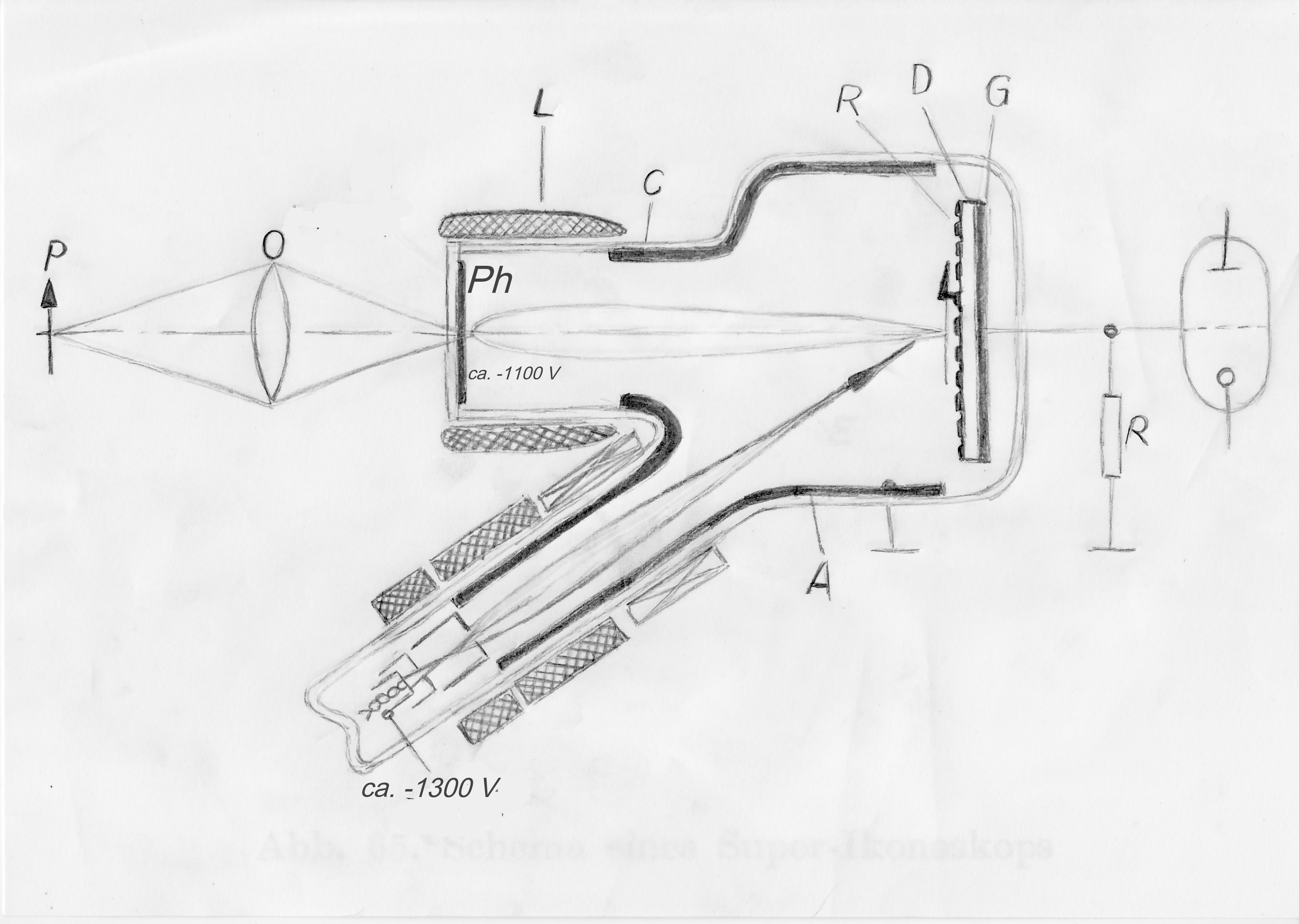
Схема супериконоскопа

Уже первые образцы этой трубки, изготовленные в 1937 году, на порядок превосходили чувствительность иконоскопа Зворыкина, позволяя получать телевизионное изображение при относительно невысоких уровнях освещённости. Основным недостатком супериконоскопа было образование в центре изображения тёмного пятна неправильной формы, для устранения которого создавались специальные электронные системы. Первоначально этот тип трубки был известен, как «иконоскоп с переносом изображения». В дальнейшем супериконоскоп назывался «трубка Шмакова — Тимофеева», по именам советских учёных, разработавших конструкцию.
Получив в дальнейшем широкое распространение, в разных странах носила разные названия: супериконоскоп, суперэмитрон, эрископ и т. д. Когда немецкая фирма «Телефункен» и английская EMI обратились в Комитет по изобретениям СССР с просьбой выдать им патент на аналогичный тип трубки, комитет в этой просьбе отказал, ссылаясь на ранее выданное советским изобретателям авторское свидетельство.
В конце 1940-х годов на смену супериконоскопу пришёл новый тип трубки — ортикон, обладавший улучшенными характеристиками и более удобной конструкцией, позволявшей размещать всю трубку за объективами телекамеры.
Принципы переноса изображения супериконоскопа впоследствии были использованы в более поздних трубках типа суперортикон.